# Euphyia pauletina
Euphyia pauletina är en fjärilsart som beskrevs av Paul Dognin 1900. Euphyia pauletina ingår i släktet Euphyia och familjen mätare. Inga underarter finns listade i Catalogue of Life.